# Chrysops reicherti
Chrysops reicherti är en tvåvingeart som beskrevs av David Fairchild 1937. Chrysops reicherti ingår i släktet Chrysops och familjen bromsar. Inga underarter finns listade i Catalogue of Life.